# Pipraeidea darwinii
Pipraeidea darwinii, "grönmantlad tangara", är en fågelart i familjen tangaror inom ordningen tättingar.

## Utbredning och systematik
Fågeln förekommer i Anderna från Ecuador till norra Chile. Den betraktas oftast som en underart av blågul tangara (Pipraeidea bonariensis), men urskiljs sedan 2016 som egen art av Birdlife International och IUCN.

## Status
Den kategoriseras av IUCN som livskraftig.